# Fechteuropameisterschaften 2022
Die 33. Fechteuropameisterschaften fanden vom 17. bis 22. Juni 2022 in Antalya in der Türkei statt.

## Modus
Das Programm umfasste sowohl für Damen als auch für Herren Wettkämpfe in den Disziplinen Degen, Florett und Säbel. In jeder Disziplin wurde je ein Einzel- und ein Mannschaftswettbewerb ausgefochten. Insgesamt gab es also je zwölf Gold- und zwölf Silbermedaillen zu gewinnen. Der dritte Platz wurde im Einzel nicht ausgefochten, in der Mannschaft dagegen schon. Daher gab es aufgrund der geteilten dritten Plätze 18 Bronzemedaillen.

## Ergebnisse

### Herren

#### Degeneinzel
| Platz | Sportler        | Land |
| ----- | --------------- | ---- |
| 1     | Yannick Borel   | FRA  |
| 2     | Tristan Tulen   | NED  |
| 3     | Alexis Bayard   | SUI  |
| 3     | Max Heinzer     | SUI  |
| 5     | Jakub Kurka     | CZE  |
| 6     | Neisser Loyola  | BEL  |
| 7     | Richard Schmidt | GER  |
| 8     | Marko Brinkmann | GER  |

#### Degenmannschaft
| Platz | Land       | Sportler                                                                        |
| ----- | ---------- | ------------------------------------------------------------------------------- |
| 1     | Italien    | Gabriele Cimini Davide Di Veroli Andrea Santarelli Federico Vismara             |
| 2     | Israel     | Grigori Beskin Yonatan Cohen Yuval Shalom Freilich Ido Harper                   |
| 3     | Frankreich | Alexandre Bardenet Yannick Borel Romain Cannone Alex Fava                       |
| 4     | Dänemark   | Patrick Jørgensen Kenneth Knudsen Conrad Seibæk Kongstad Frederik von der Osten |
| 5     | Schweiz    | Alexis Bayard Hadrien Favre Max Heinzer Lucas Malcotti                          |
| 6     | Ukraine    | Ihor Rejslin Wolodymyr Stankewytsch Roman Switschkar Jan Sytsch                 |
| 7     | Ungarn     | Tibor Andrásfi Máté Tamás Koch Dávid Nagy Gergely Siklósi                       |
| 8     | Polen      | Mateusz Antkiewicz Maciej Bielec Wojciech Lubieniecki Mateusz Nycz              |

#### Floretteinzel
| Platz | Sportler              | Land |
| ----- | --------------------- | ---- |
| 1     | Daniele Garozzo       | ITA  |
| 2     | Tommaso Marini        | ITA  |
| 3     | Giorgio Avola         | ITA  |
| 3     | Maximilien Chastanet  | FRA  |
| 5     | Alexander Choupenitch | CZE  |
| 6     | Alexandre Sido        | FRA  |
| 7     | Carlos Llavador       | ESP  |
| 8     | Alessio Foconi        | ITA  |

#### Florettmannschaft
| Platz | Land                   | Sportler                                                                    |
| ----- | ---------------------- | --------------------------------------------------------------------------- |
| 1     | Italien                | Guillaume Bianchi Alessio Foconi Daniele Garozzo Tommaso Marini             |
| 2     | Frankreich             | Maximilien Chastanet Alexandre Ediri Pierre Loisel Alexandre Sido           |
| 3     | Polen                  | Leszek Rajski Andrzej Rządkowski Michał Siess Adrian Wojtkowiak             |
| 4     | Spanien                | Ignacio Breteau Santiago García Prado Roger García Alzorriz Carlos Llavador |
| 5     | Ukraine                | Rostyslaw Herzyk Danyjil Hojda Andrij Pohrebnjak Klod Yunes                 |
| 6     | Deutschland            | Fabian Braun Nils Alexander Fabinger Felix Klein Luis Klein                 |
| 7     | Vereinigtes Königreich | Kristjan Archer James-Andrew Davis Dominic De Almeida Marcus Mepstead       |
| 8     | Belgien                | Stef De Greef Lucas Mottiat Mathieu Nijs Stef Van Campenhout                |

#### Säbeleinzel
| Platz | Sportler        | Land |
| ----- | --------------- | ---- |
| 1     | Sandro Basadse  | GEO  |
| 2     | Luca Curatoli   | ITA  |
| 3     | Eliott Bibi     | FRA  |
| 3     | Boladé Apithy   | FRA  |
| 5     | Răzvan Ursachi  | ROU  |
| 6     | Iulian Teodosiu | ROU  |
| 7     | Beka Basadse    | GEO  |
| 8     | Csanád Gémesi   | HUN  |

#### Säbelmannschaft
| Platz | Land        | Sportler                                                          |
| ----- | ----------- | ----------------------------------------------------------------- |
| 1     | Ungarn      | Tamás Decsi Csanád Gémesi András Szatmári Áron Szilágyi           |
| 2     | Ukraine     | Wassyl Humen Jurij Zap Bohdan Platonow Andrij Jahodka             |
| 3     | Türkei      | Muhammed Anasız Tolga Aslan Kerem Çağlayan Enver Yıldırım         |
| 4     | Frankreich  | Boladé Apithy Eliott Bibi Sébastien Patrice Maxime Pianfetti      |
| 5     | Rumänien    | Codrin Cozmuleanu George Dragomir Iulian Teodosiu Răzvan Ursachi  |
| 6     | Deutschland | Raoul Bonah Lorenz Kempf Frederic Kindler Matyas Szabo            |
| 7     | Italien     | Luca Curatoli Michele Gallo Giovanni Repetti Pietro Torre         |
| 8     | Polen       | Szymon Hryciuk Krzysztof Kaczkowski Olaf Stasiak Piotr Szczepanik |

### Damen

#### Degeneinzel
| Platz | Sportlerin                    | Land |
| ----- | ----------------------------- | ---- |
| 1     | Wlada Charkowa                | UKR  |
| 2     | Rossella Fiamingo             | ITA  |
| 3     | Mara Navarria                 | ITA  |
| 3     | Martyna Swatowska-Wenglarczyk | POL  |
| 5     | Eszter Muhari                 | HUN  |
| 6     | Alexandra Ndolo               | GER  |
| 7     | Erika Kirpu                   | EST  |
| 8     | Pauline Brunner               | SUI  |

#### Degenmannschaft
| Platz | Land        | Sportlerinnen                                                                 |
| ----- | ----------- | ----------------------------------------------------------------------------- |
| 1     | Frankreich  | Marie-Florence Candassamy Auriane Mallo Lauren Rembi Coraline Vitalis         |
| 2     | Italien     | Rossella Fiamingo Federica Isola Mara Navarria Alberta Santuccio              |
| 3     | Ukraine     | Inna Browko Wlada Charkowa Jana Schemjakina Julija Swystil                    |
| 4     | Schweiz     | Pauline Brunner Angeline Favre Noemi Moeschlin Laura Stähli                   |
| 5     | Ungarn      | Lili Büki Anna Kun Eszter Muhari Kinga Nagy                                   |
| 6     | Schweden    | Sophie Engdahl Emma Fransson Elvira Mårtensson Emelie Mumm                    |
| 7     | Polen       | Alicja Klasik Renata Knapik-Miazga Kamila Pytka Martyna Swatowska-Wenglarczyk |
| 8     | Deutschland | Alexandra Ehler Alexandra Ndolo Nadine Stahlberg Laura Katalin Wetzker        |

#### Floretteinzel
| Platz | Sportlerin          | Land |
| ----- | ------------------- | ---- |
| 1     | Leonie Ebert        | GER  |
| 2     | Arianna Errigo      | ITA  |
| 3     | Alice Volpi         | ITA  |
| 3     | Ysaora Thibus       | FRA  |
| 5     | Anne Sauer          | GER  |
| 6     | Carolina Stutchbury | GBR  |
| 7     | Francesca Palumbo   | ITA  |
| 8     | Kata Kondricz       | HUN  |

#### Florettmannschaft
| Platz | Land        | Sportlerinnen                                                   |
| ----- | ----------- | --------------------------------------------------------------- |
| 1     | Italien     | Arianna Errigo Martina Favaretto Francesca Palumbo Alice Volpi  |
| 2     | Frankreich  | Anita Blaze Solène Butruille Pauline Ranvier Ysaora Thibus      |
| 3     | Deutschland | Leandra Behr Leonie Ebert Kim Kirschen Anne Sauer               |
| 4     | Polen       | Martyna Długosz Martyna Jelińska Hanna Łyczbińska Julia Walczyk |
| 5     | Spanien     | Andrea Breteau Ariadna Castro Maria Teresa Díaz Maria Mariño    |
| 6     | Ukraine     | Kateryna Tschenzowa Kristina Petrowa Alina Polosjuk Olha Sopit  |
| 7     | Ungarn      | Kata Kondricz Dóra Lupkovics Flóra Pásztor Anna Pöltz           |
| 8     | Rumänien    | Mălina Călugăreanu Emilia Corbu Andreea Dincă Anca Săveanu      |

#### Säbeleinzel
| Platz | Sportlerin        | Land |
| ----- | ----------------- | ---- |
| 1     | Anna Bashta       | AZE  |
| 2     | Rossella Gregorio | ITA  |
| 3     | Sara Balzer       | FRA  |
| 3     | Zuzanna Cieślar   | POL  |
| 5     | Olha Charlan      | UKR  |
| 6     | Caroline Quéroli  | FRA  |
| 7     | Larissa Eifler    | GER  |
| 8     | Araceli Navarro   | ESP  |

#### Säbelmannschaft
| Platz | Land         | Sportlerinnen                                                             |
| ----- | ------------ | ------------------------------------------------------------------------- |
| 1     | Frankreich   | Sara Balzer Sarah Noutcha Caroline Quéroli Malina Vongsavady              |
| 2     | Italien      | Michela Battiston Martina Criscio Rossella Gregorio Eloisa Passaro        |
| 3     | Ukraine      | Julija Bakastowa Olha Charlan Olena Krawazka Olena Woronina               |
| 4     | Ungarn       | Sugár Battai Renáta Katona Liza Pusztai Luca Szűcs                        |
| 5     | Spanien      | Elena Hernández Lucía Martín-Portugués Araceli Navarro Celia Pérez Cuenca |
| 6     | Griechenland | Despina Georgiadou Theodora Gkountoura Klairi Mpenou Marina Paizi         |
| 7     | Deutschland  | Larissa Eifler Julika Funke Elisabeth Gette Léa Krüger                    |
| 8     | Türkei       | Nisanur Erbil Fatma Zehra Köse Iryna Shchukla Deniz Selin Ünlüdağ         |

## Medaillenspiegel
| Rang   | Nation        | Gold | Silber | Bronze | Gesamt |
| ------ | ------------- | ---- | ------ | ------ | ------ |
| 1      | Italien       | 4    | 7      | 3      | 14     |
| 2      | Frankreich    | 3    | 2      | 6      | 11     |
| 3      | Ukraine       | 1    | 1      | 2      | 4      |
| 4      | Deutschland   | 1    | —      | 1      | 2      |
| 5      | Aserbaidschan | 1    | —      | —      | 1      |
| 5      | Georgien      | 1    | —      | —      | 1      |
| 5      | Ungarn        | 1    | —      | —      | 1      |
| 8      | Israel        | —    | 1      | —      | 1      |
| 8      | Niederlande   | —    | 1      | —      | 1      |
| 10     | Polen         | —    | —      | 3      | 3      |
| 11     | Schweiz       | —    | —      | 2      | 2      |
| 12     | Türkei        | —    | —      | 1      | 1      |
| Gesamt | Gesamt        | 12   | 12     | 18     | 42     |